# Strung Out in Heaven
Strung Out in Heaven je sedmá dlouhohrající deska americké psychedelicko-rockové skupiny The Brian Jonestown Massacre. Byla vydána v červnu roku 1998 a byla první a také jedinou deskou, která vyšla u velkého nezávislého vydavatelství TVT Records.

## TVT Records
Po vydání několika dobře přijatých desek u malého labelu Bomb! Records, který se zaměřuje hlavně na psychedelické skupiny, The Brian Jonestown Massacre podepsali smlouvu na nahrání několika alb u velkého vydavatelství TVT.

## Nahrávání
Matt Hollywood se na tomto albu autorsky podílel více než na předchozích deskách The Brian Jonestown Massacre. Důvodem byla omezená schopnost v psaní písní frontmana skupiny Antona Newcombe, který byl v této době závislý na heroinu.
Název alba pochází z textu písně Davida Bowieho Ashes to Ashes.
Skladba "Wisdom", která se poprvé objevila na albu Methodrone, byla znovu nahrána a použita na Strung Out in Heaven. Stejně tak píseň "Dawn", která se objevila na albu Take It from the Man!, byla nově nahrána. A třetí znovu nahránou skladbou je "Spun", která se objevila na albu Thank God for Mental Illness.

## Vydání
Deska se příliš dobře neprodávala, alespoň podle předpokladů TVT vydavatelství a proto se kapela a label dohodly na rozvázání smlouvy. Skladba "Love" byla vydána jako CD singl, s demem písně "Wasting Away" u TVT Records v roce 1998. "Love" a "Nothing to Lose" byly také vydány nezávisle jako singl v roce 1997 jako A strana, na B straně singlu se objevily skladby "Let's Pretend It's Summer", "I've Been Waiting", "The Devil May Care (Mom & Dad Don't)" a jiná verze písně "I've Been Waiting" než se na samotném albu.

## Členové
- Anton Newcombe – zpěv, kytara, baskytara, bicí
- Matt Hollywood – baskytara, kytara, zpěv
- Jeffrey Davies – kytara, varhany
- Dean Taylor – kytara
- Joel Gion – perkuse
- Miranda Lee Richards – zpěv, flétna
- Adam Hamilton – bicí
- Norm Block – bicí
- Johnny Haro – bicí